# Мігель Тобон
Мігель Тобон (ісп. Miguel Tobón; нар. 22 червня 1968) — колишній колумбійський тенісист.
Найвищу одиночну позицію світового рейтингу — 205 місце досяг 22 квітня 1996, парну — 295 місце — 25 липня 1994 року.
Завершив кар'єру 2001 року.

## Фінали турнірів ATP за кар'єру

### Одиночний розряд: 1 (1 поразка)
| Результат | W/L | Дата     | Турнір           | Покриття | Суперник         | Рахунок       |
| --------- | --- | -------- | ---------------- | -------- | ---------------- | ------------- |
| Поразка   | 0–1 | Вер 1995 | Богота, Колумбія | Ґрунт    | Ніколас Лапентті | 6–2, 1–6, 4–6 |

## Титули на челленджерах

### Парний розряд: (1)
| Ранг | Рік  | Турнір           | Покриття | Партнер        | Суперники                     | Рахунок  |
| ---- | ---- | ---------------- | -------- | -------------- | ----------------------------- | -------- |
| 1.   | 1993 | Богота, Колумбія | Ґрунт    | Маурісіо Хадад | Ніколас Лапентті Луїс Морехон | 6–3, 6–3 |